# Папа Гргур I
Папа Гргур I или Гргур Велики (лат. Gregorius I; око 540 – 604) био је римски епископ од 3. септембра 590. до своје смрти 12. марта 604. године. Православцима је познат и као Григорије Велики или Григорије Двојеслов (дијалогичар), због дијалога које је писао. Он је познат по покретању прве забележене мисије из Рима, Грегоријанске мисије, за преображавање тадашњих паганских англосаксонаца у Енглеској у хришћанство. Гргур је такође познат по својим списима, који су били плоднији од оних његових претходника на папској позицији. Током средњег века, он је био познат као „Отац хришћанског богослужења” због његових изузетних напора на ревизији римског богослужења.
Био је син сенатора Гордијана, али је и он сам био сенатор и начелник града Рима. Након што му је отац преминуо, он се посветио духовном животу. Од свог великог богатства сазидао је шест манастира у Сицилији и седми у Риму, у част апостолу Андреји, у коме се и он постриже. Еогова мајка, Силвија, такође се замонашила у једном женском манастиру. Убрзо након смрти папе Пелагија, Григорије је изабран за новог папу. По хришћанском веровању, он није хтео да прихвати то, али га је Господ проказао онима који су га тражили на тај начин што се појавио стуб огњени од земље до неба на оном месту где се Григорије крио. Такође се говори и да је био необично милосрдан.
Сав свој доходак употребљавао је на гостопримство и прављење боравишта сиромашнима. Често је призивао сиромашне људе и служио им око трпезе. Бавио се и писањем књига. Такође су га називали и Двојеслов односно Сабеседник, јер је написао књигу под тим именом, у којој је изнео врлине и чуда италијских светитеља. Саставио је и свету Литургију Пређеосвећених Дарова, која се служи средом и петком за време Часнога поста. Хришћани верују да је његов архиђакон, Петар, виђао голуба да лети изнад његове главе кад је седео и писао. Преминуо је 604. године.
Српска православна црква слави га као светог Григорија Двојеслова 12. марта по црквеном, а 25. марта по грегоријанском календару.

## Биографија
У периоду од 476. до 554. године, Италијом су владали Германи, најпре Одоакар, касније Теодорих и његови наследници. Након четрнаестогодишње византијске владавине, Лангобарди су 568. године започели освајање Италије. Византијско царство је сачувало само приобалне енклаве од којих су најважнији били Рим, Напуљ и Равена. Гргур се родио још у време германске владавине, године 540. До 573. године, вршио је функцију перфекта Рима. Потом је напустио световну каријеру и, користећи богатство своје породице, основао неколико манастира на Сицилији и манастир Светог Андрије у Риму. Од 578. године је у служби папе као представник у Константинопољу (579—585). Године 590. постао је епископ Рима.
Италија је у то време била захваћена ратом између Византије и Лангобарда. Због тога је Гргур често предузимао одбрану и управу над Римом. Сматрао се његовим најзначајнијим становником, моралним вођом и најбогатијим грађанином. Прихватио је на хиљаде избеглица са лангобардске територије, плаћао милицију, бринуо се о снабдевању града, преговарао са Лангобардима и слично.
Гргур је био први монах који је постао папа. Наставио је да живи монашким животом и током понтификата. Први је од папа који се заинтересовао за Варваре. Неговао је односе са лангобардским, франачким и визиготским краљевима. Организовао је експедицију за покрштавање Англосаксонаца.